# John Ford
Pour les articles homonymes, voir John Ford (homonymie), Ford (homonymie) et Feeney.
John Feeney,, dit John Ford [ˈd͡ʒɑn fɔɹd], est un réalisateur américain, également producteur, né le 1er février 1894 à Cape Elizabeth près de Portland (Maine) et mort le 31 août 1973 à Palm Desert (Californie).
John Ford est l'un des réalisateurs américains les plus importants de la période classique de Hollywood (de la fin des années 1920 à la fin des années 1960). De tous les grands cinéastes américains, il est celui dont l'influence est la plus considérable. Sa carrière embrasse celle des studios puisqu'il arrive à Hollywood au moment où les grandes majors se mettent en place et il réalise son dernier film alors que ces majors commencent à être dirigées par des financiers. Ford est admiré et respecté par les grands patrons de Hollywood dont il est souvent l'ami : il tourne vite et respecte les budgets. Malgré cela, il se considère comme un salarié surpayé par ces studios pour faire des films dénués de son style afin de ne pas perturber les affaires de ses employeurs.
Reconnue par ses pairs, son œuvre demeure connue du grand public pour ses westerns, genre qui ne représente pourtant qu'une partie de sa filmographie. Quatre fois lauréat de l'Oscar du meilleur réalisateur (un record toujours d'actualité), pour Le Mouchard (1935), Les Raisins de la colère (1940), Qu'elle était verte ma vallée (1941) et L'Homme tranquille (1952), Ford est avant tout le cinéaste de l'Amérique des simples gens, des pionniers, des fermiers, des émigrants, des ouvriers, des militaires obscurs, des natifs, des personnages tendres, dignes et généreux animés d'un sens aigu de la justice. Par ailleurs, Ford est considéré comme le cinéaste des grands espaces américains aux paysages grandioses et sauvages. Les films de Ford sont également fortement imprégnés de sa foi catholique.
Ardent patriote, officier de réserve de l'US Navy lors de la Seconde Guerre mondiale qui finit amiral à titre honorifique, il voue une grande admiration et un grand respect à l'Amérique qui a accueilli ses ancêtres, en premier lieu son père, un catholique irlandais. 
Ford a par ailleurs parfois été considéré par certains comme un cinéaste réactionnaire et raciste bien que son œuvre et ses positions politiques montrent un cinéaste profondément démocrate et épris de liberté.
John Ford est l'un des réalisateurs effectuant le moins de prises par plan, ce qui lui permet de garder la mainmise sur le montage des films. Le réalisateur Fred Zinnemann dira ainsi : « Nous devons à John Ford le droit accordé au metteur en scène de superviser le montage. » Ford a mis sa notoriété au service du syndicat des metteurs en scène américains, dont il est l'un des dirigeants les plus actifs. De plus, il fait preuve d'une fidélité remarquable tout au long de sa carrière envers sa « famille » d'acteurs (notamment John Wayne), de techniciens et de scénaristes, dont beaucoup sont originaires d'Irlande.
Aujourd'hui, sa filmographie est amputée par la disparition de la quasi-totalité de ses premiers films, soit environ un tiers de son œuvre. L'un d'entre eux, Upstream (1927), qu'on croyait disparu, a néanmoins été retrouvé en Nouvelle-Zélande en juin 2010.

## Biographie

### Entre Portland et l'Irlande
John Martin Feeney, futur John Ford, est né dans une famille d'immigrants irlandais. Son père est originaire de An Spidéal dans le comté de Galway et sa mère, des îles d'Aran. John est le dernier d'une famille de 11 enfants — dont trois sont morts à la naissance, et deux en bas âge, de maladies. Après avoir été pêcheur et fermier, son père émigre aux États-Unis en 1872 et, naturalisé américain en 1878 ou 1880, il ouvre à Portland en 1897 un speakeasy où se rassemble la communauté irlandaise de la ville.
En 1909, son frère Frank T. Feeney part pour la Californie avec Gaston Méliès (le frère de Georges Méliès). Il y deviendra Francis Ford, acteur et réalisateur de serials pour les studios Universal.
John, durant sa scolarité à l'école Emerson à Portland avant d'échouer au concours d'entrée de l'Académie Navale, se passionne pour l'histoire. Il s'avère aussi excellent joueur de basket-ball et de football. Il gagne un peu d'argent de poche comme ouvreur au Jefferson Theatre de Portland et peut ainsi voir les grands acteurs du moment, comme : Ethel Barrymore ou les Wild West Shows.

### Les débuts àUniversal

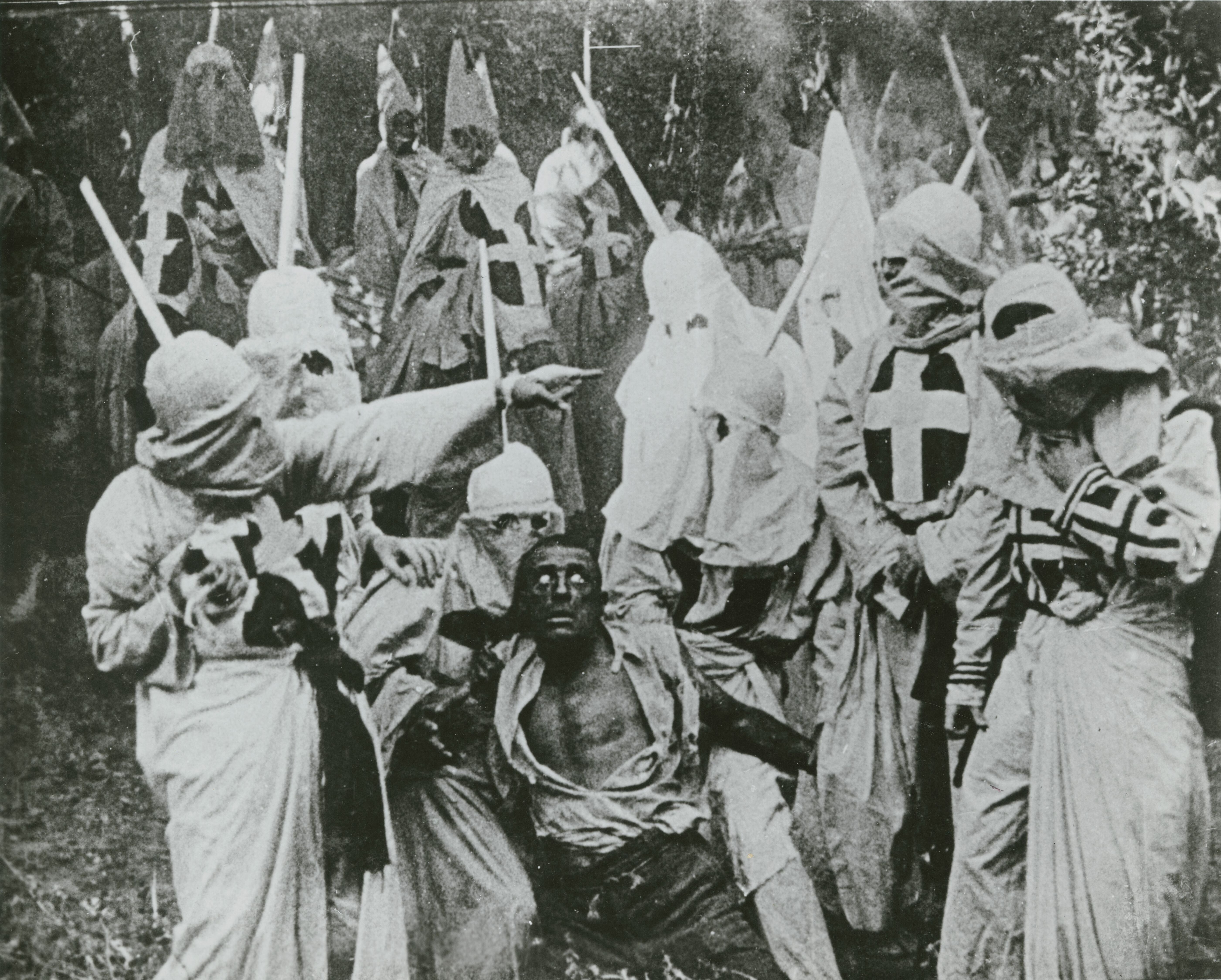
Naissance d'une nation, classique américain de la période du cinéma muet

En 1914, John Martin s'inscrit à l'université du Maine mais il n'y entrera jamais. Car cet été-là, son frère Francis revient à la maison et parle de Hollywood. John Martin décide alors de lui emboîter le pas. En juillet, il débarque à Hollywood et devient son homme à tout faire. C'est l'occasion pour lui de découvrir les métiers du cinéma sur les films que son frère interprète et réalise pour les studios Universal. Il adopte le même pseudonyme (Francis l'a choisi en hommage à Henry Ford, qui à cette époque représente l'idéal américain de « self-made man ») et apparaît aux génériques sous le nom de Jack Ford. En 1915, il interprète également des petits rôles dans les films de son frère dont il devient l'assistant-réalisateur. Il affirme avoir joué l'un des membres cagoulés du Ku Klux Klan dans Naissance d'une nation de D. W. Griffith : « J'étais celui qui avait des lunettes. Je tenais ma cagoule relevée d'une main parce que ce putain de truc n'arrêtait pas de glisser devant mes lunettes. »
À partir de 1916, il est engagé par les studios Universal comme assistant-réalisateur. Il assiste des réalisateurs sous contrat dont Allan Dwan et commence à diriger les scènes de figurants tandis que son frère Francis, lui, quitte Universal pour fonder son propre studio. Alors qu'il n'est qu'accessoiriste et pendant une visite de Carl Laemmle dans les studios, il se voit confier par hasard sa première réalisation, remplaçant au pied levé un réalisateur absent. Le film s'intitule The Tornado et sort le 3 mars 1917. Il signe son premier contrat de réalisateur avec Universal pour 125 dollars par semaine et devient le réalisateur attitré des westerns avec l'acteur Harry Carey. Ils tourneront ensemble 25 films dont Cheyenne Harry avant de se brouiller en 1919. À cette date, il gagne 300 dollars par semaine et acquiert la stature d'un réalisateur important à Hollywood.
Il rencontre en 1920 Mary McBryde Smith, d'origine irlandaise et écossaise, avec laquelle il se marie. Elle est issue d'une famille d'officiers, descendante du politicien Thomas More. Elle est divorcée et, de ce fait, le couple ne pourra se marier religieusement qu'en 1941, au décès du conjoint. Ils auront deux enfants : Patrick Michael né en 1921 et Barbara née en 1922. Patrick deviendra après plusieurs petits métiers, assistant-réalisateur et producteur de films de série Z, et Barbara monteuse[réf. nécessaire].
La plupart des films muets réalisés pour Universal sont aujourd'hui perdus. Il n'en reste que trois : Le Ranch Diavolo (Straight Shooting) réalisé en 1917 qui est son premier long métrage, À l'assaut du boulevard (Bucking Broadway) de 1917 récemment retrouvé, et Du sang dans la prairie (Hell Bent) réalisé en 1919. Dans ces trois films interprétés par Harry Carey, on retrouve déjà les caractéristiques de futurs grands westerns de Ford : sa manière d'intégrer les personnages dans des décors naturels sublimes, des personnages féminins consistants qui sont l'égal des hommes[réf. nécessaire].
En décembre 1920, John Ford est débauché par la Fox de William Fox[réf. nécessaire].

### Le cinéma muet à la Fox

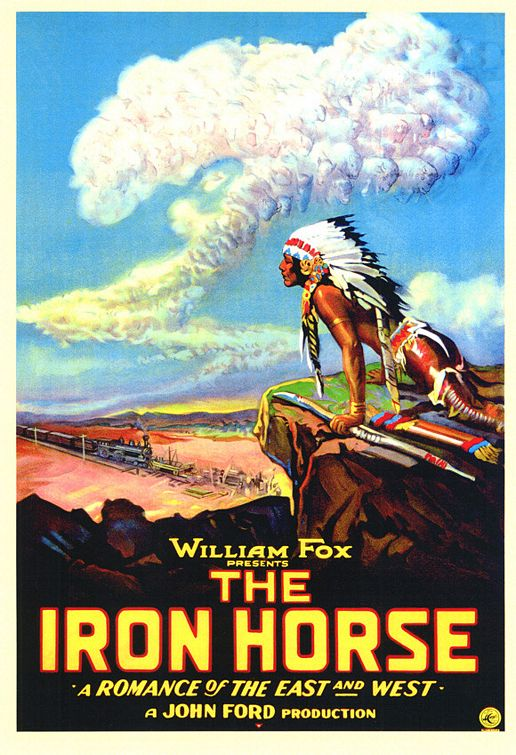
L'Affiche du film Le Cheval de fer

Les films réalisés par Ford au début des années 1920 ont aussi, pour une grande partie d'entre eux, disparu. Il ne reste que Pour la sauver (Just Pals) (1920) qui est le premier film que l'auteur réalise pour le compte de la Fox et Cameo Kirby (1923) avec John Gilbert qu'il signe « John Ford » pour la première fois, à la place de « Jack Ford », son précédent pseudonyme.
En 1921, Ford entreprend un long voyage en Europe. Il rencontre la branche familiale restée en Irlande dont un cousin membre de l'IRA. Il est présenté à l'indépendantiste irlandais Michael Collins.
Ford gagne maintenant 600 dollars par semaine et se voit confier en 1924 la réalisation du Cheval de fer, production pharaonique de la Fox. En 1926, toujours pour la Fox, il réalise Trois Sublimes Canailles (Three Bad Men) avec George O'Brien, Tom Santschi, Olive Borden, J.Farell McDonald et Louis Tellegen. En 1927, il se rend en Allemagne pour le tournage des Quatre Fils (Four Sons) et découvre à cette occasion le cinéma expressionniste. Ce film est le plus grand succès public de la carrière muette de Ford. Il réutilisera une photo au style volontairement expressionniste en 1928 dans La Maison du bourreau (Hangman's House). En 1927 il est élu à la tête de la Motion Pictures Directors Association.

### Le début du parlant
Le premier film entièrement parlant de Ford est Napoleon's Barber (aujourd'hui perdu). Fait inédit à l'époque depuis l'apparition du parlant, et en dépit de la réticence des studios, les prises de son sont faites en extérieur. Dans les premiers films parlants que Ford réalise pour la Fox, la direction des scènes dialoguées est confiée à des metteurs en scène de théâtre et sont peu inspirées. Ford laisse néanmoins éclater son talent de metteur en scène dans les scènes d'action.
En 1928, il signe avec la Fox un contrat de deux ans très rémunérateur : il gagne 2 500 dollars par semaine la première année et 2 750 dollars la seconde. Hommes sans femmes (Men Without Women) (1930) est la première collaboration de Ford avec le scénariste Dudley Nichols. Ford dira de lui : « Nous étions très amis. Il adorait le cinéma. Il n'écrivait jamais de phrases ronflantes. Il écrivait un langage du quotidien, et réduisait les dialogues au minimum. C'était un homme merveilleux. » Ford a trouvé un scénariste en phase avec son cinéma. En 1931, la Fox qui a perdu William Fox met fin à son contrat. Son engagement est revu à la baisse, mais il peut désormais tourner pour d'autres compagnies. Ford entame sa première cure de désintoxication alcoolique au cours d'un voyage à Honolulu.
En 1931, il réalise Arrowsmith pour le producteur Samuel Goldwyn, qui lui vaut sa première nomination aux Oscars. Pour ce film, Ford fait preuve d'une remarquable faculté d'adaptation au style des productions de Samuel Goldwyn. Son film suivant, Tête brûlée (Air Mail) de 1932, est produit par Universal. Il réalise ensuite son premier film pour la Metro-Goldwyn-Mayer : le mélodrame Une Femme survint (Flesh). Il retrouve Dudley Nichols pour La Patrouille perdue qu'il met en scène en 1934 pour la RKO avec Victor McLaglen auquel il offre un nouveau grand rôle. Lié par son contrat avec la Fox, il doit prendre en charge la réalisation du Monde en marche, grande fresque familiale qui couvre la fin du XIXe siècle et les premières décennies du XXe siècle. Bien que ce film comporte des scènes de guerre très réussies, Ford détestera ce film. Il eut plus de réussite avec Judge Priest avec Dudley Nichols au scénario et l'acteur Will Rogers qu'il avait dirigé l'année précédente dans Doctor Bull et qu'il dirigera à nouveau en 1935 dans Steamboat Round the Bend avant qu'il ne trouve la mort dans un accident d'avion. Ford admire le travail de Rogers et lui laisse une grande liberté, d'ailleurs Judge Priest est l'un de ses films préférés. Il en fera un remake en 1952 : Le soleil brille pour tout le monde.
En 1934, Ford gagne très bien sa vie et est associé aux recettes de ses films. Il fait l'acquisition d'un yacht qu'il baptise L'Araner en hommage à l'Irlande. Il le gardera jusqu'en 1970. Il y tournera deux films et s'y rendra régulièrement pour échapper à la pression de Hollywood ou pour travailler avec ses scénaristes. Il honore son amitié avec John Wayne rencontré lors de ses débuts dans le cinéma muet (il fait quelques figurations dans les premiers films de Ford), et l'embarque pour fêter Noël tandis qu'il travaille le scénario du Mouchard avec Dudley Nichols.

John Ford est admirateur d'Abraham Lincoln. Il lui consacra deux films : Je n'ai pas tué Lincoln et Vers sa destinée.

En 1935, Ford fonde aux côtés de King Vidor, Lewis Milestone, William A. Wellman, Frank Borzage et Gregory La Cava la Screen Directors Guild pour remplacer la Motion Picture Directors Association (en). Le Mouchard avec Victor McLaglen, qu'il réalise très rapidement pour la RKO en studio et avec un petit budget, lui permet d'aborder l'Irlande qu'il présente comme une terre de souffrance et de misère qui combat l'envahisseur britannique. Il n'y fait pas mystère de ses sympathies pour l'IRA. On découvre un Ford assez habile avec les décors de studio qu'il masque avec un épais brouillard, accentuant le côté sombre et oppressant du film. On est loin du Ford des grands espaces et du souffle épique des débuts, marqués par les grands westerns de l'ère classique. Avec ce film ténébreux, formellement proche du cinéma expressionniste et bien éloigné de son univers habituel, le cinéaste remporte paradoxalement son tout premier Oscar du meilleur réalisateur en 1936. Il n'ira cependant pas chercher son trophée à la suite du boycott lancé par la jeune Screen Directors Guild. Le film est un succès. Ford et Nichols se verront confier, deux ans plus tard, toujours pour la RKO, l'adaptation de la pièce de Seán O'Casey Révolte à Dublin (The Plough and the Stars) qui s'avèrera en revanche un échec financier.
Twentieth Century Pictures rachète en 1935 la Fox qui devient 20th Century Fox et dont le patron est Darryl F. Zanuck. Ford réalise en étroite collaboration avec son nouveau patron, grand admirateur d'Abraham Lincoln, Je n'ai pas tué Lincoln (The Prisoner of Shark Island). L'association entre Ford et Zanuck commence par un violent affrontement au sujet de l'accent sudiste de Warner Baxter que Ford souhaite conserver. Ford est à deux doigts de claquer la porte de la 20th Century Fox mais accède finalement aux désirs de Zanuck. Par la suite une grande admiration et une estime réciproque s'installeront entre les deux hommes.
Il vit une liaison avec Katharine Hepburn qu'il dirige sur Marie Stuart (Mary of Scotland) pour la RKO en 1936. Il réalise pour un cachet important The Hurricane produit par Samuel Goldwyn.
En 1937, il adhère au Motion Picture Comittee to Aid Republican Spain qui apporte son soutien aux Républicains espagnols. Il envoie personnellement une ambulance aux brigades internationales, en Espagne. Ford est aussi très actif dans la lutte contre le nazisme. Il prend publiquement position pour réclamer le boycott de l'Allemagne nazie en 1938, et est un membre actif de l'Hollywood Anti-Nazi League. La signature du pacte germano-soviétique lui vaudra d'ailleurs de vives critiques de la part des communistes qui l'accuseront de « propagande de guerre ».

### La période classique

#### DeLa Chevauchée fantastiqueàDieu est mort
Avec La Chevauchée fantastique, Ford renoue avec le western, genre qu'il n'avait pas abordé depuis treize ans. Le western n'est alors plus en vogue ; une centaine de westerns a bien été distribuée en 1938, mais ce sont principalement des films de série B. Ford, à l'origine du projet, ne parvient cependant pas à convaincre David O. Selznick de le produire ; celui-ci n'a aucune confiance en John Wayne qui n'a tourné que dans des westerns mineurs depuis le début des années 1930. Ford s'adresse donc à Walter Wanger et United Artists. Pour la première fois, il tourne en extérieur, à Monument Valley et le justifie : « J'ai été partout dans le monde mais je considère cet endroit comme le plus beau, le plus complet et le plus calme de la planète. » Pour ce film qui fait l'unanimité des critiques, ce qui était encore inédit pour un western, Ford reçoit le New York Film Critic Award mais échoue aux Oscars face à Autant en emporte le vent.

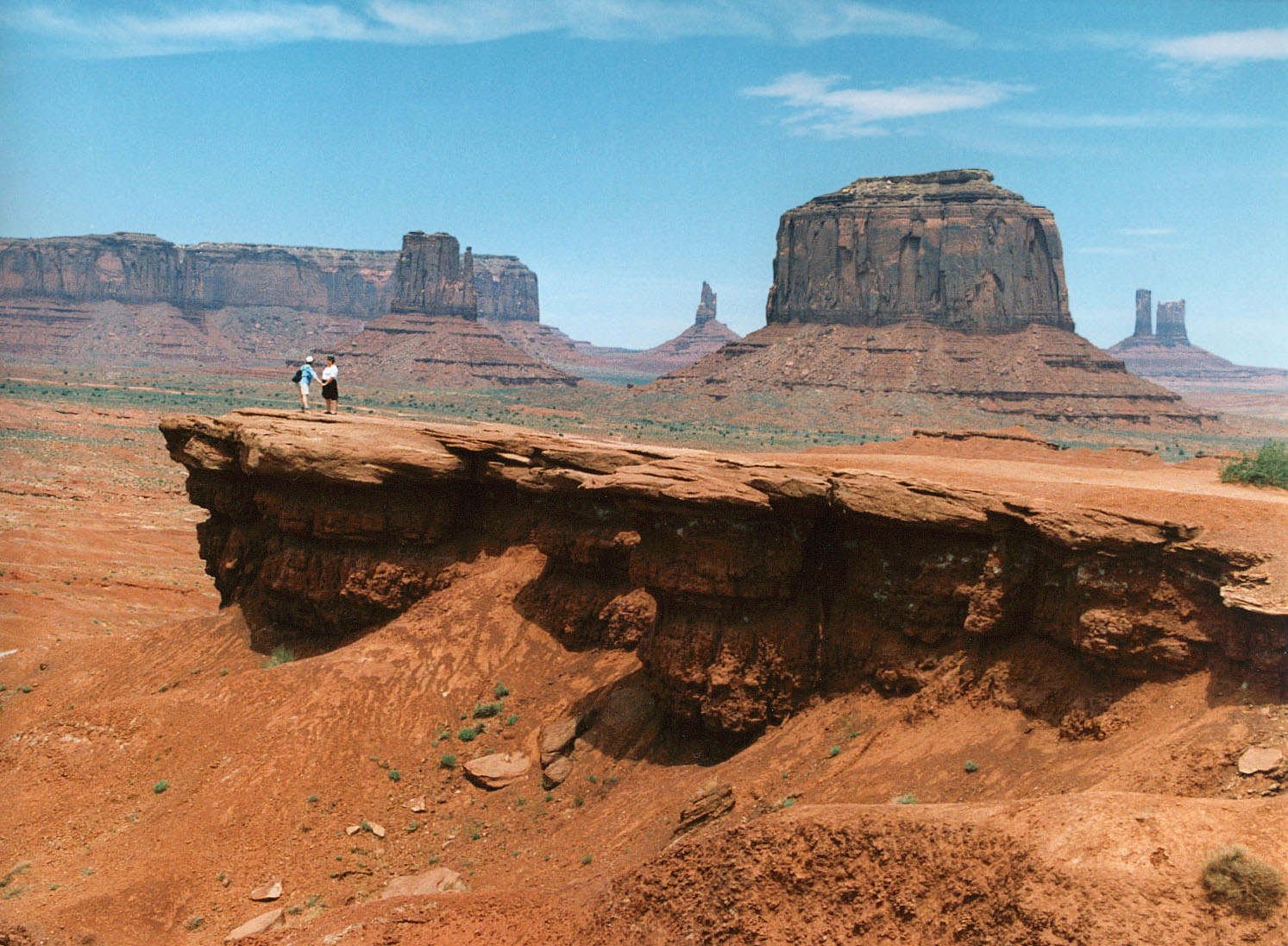
Ford : le cinéaste des grands espaces aux paysages grandioses et sauvages. Ici, le site John Ford's point, qui a servi de décor pour La Prisonnière du désert, baptisé du nom du réalisateur depuis.

Après La Chevauchée fantastique, Ford retrouve Zanuck et sa passion pour Abraham Lincoln. Il réalise l'admirable Vers sa destinée (Young Mr. Lincoln) avec Henry Fonda qui sera également l'acteur principal de ses deux films suivants : Sur la piste des Mohawks (Drums Along the Mohawk), son premier film en couleur, et Les Raisins de la colère (adapté de John Steinbeck), deuxième collaboration avec le scénariste Nunnally Johnson. Pour ce dernier film, Ford obtient en 1941, pour la seconde fois, l'Oscar du meilleur réalisateur qui échappe ainsi à Alfred Hitchcock, George Cukor, William Wyler et Sam Wood. L'auteur est alors au faîte de sa gloire, son talent est reconnu tant par la critique que par les professionnels du cinéma.
Il rempile avec John Wayne dans Les Hommes de la mer (The Long Voyage Home), désormais plus crédible grâce au succès de La Chevauchée fantastique, tandis que Zanuck tente de surfer sur la vague du succès des Raisins de la colère avec La Route au tabac (Tobacco Road).
Dernier film de Ford avant la guerre, Qu'elle était verte ma vallée est un immense succès public et critique. Il rafle cinq Oscars dont ceux du meilleur film et de la meilleure réalisation, devant Citizen Kane d'Orson Welles, puis le New York Film Critics Award auquel Ford est désormais habitué.

#### Seconde Guerre mondiale
Dès 1939, Ford a l'intuition que l'Amérique ne tardera pas à être entraînée dans la Seconde Guerre mondiale. Il est à la tête d'un groupe de cinéastes qui demandent à Franklin Delano Roosevelt le boycott de l'Allemagne nazie et il fonde la Naval Field Photographic Unit dans le but de mettre les talents de Hollywood au service de l'armée. En octobre 1941, celle-ci est officiellement reconnue et au moment de l'attaque de Pearl Harbor le 7 décembre 1941, l'équipe est opérationnelle et éparpillée aux quatre coins du monde alors que les armées de terre et de l'air organisent des équipes similaires. Il travaillera également pour l'Office of Strategic Services.

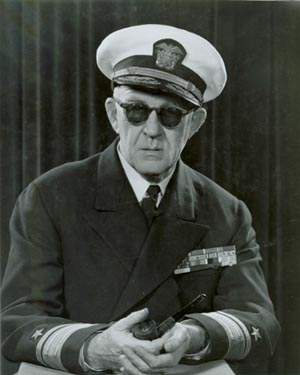
John Ford dans son uniforme de contre-amiral (Rear Admiral) de l'US Navy Reserve.

Durant la guerre, Ford et son unité vont parcourir les théâtres d'opérations militaires. Ils sont tout d'abord dans le Pacifique et en 1942, il y réalise pour la marine, les documentaires December 7th sur l'attaque de Pearl Harbor, et La Bataille de Midway sur la bataille éponyme. Ces deux films remportent l'Oscar du meilleur film documentaire. Au cours de cette dernière bataille, le réalisateur est blessé à la hanche et perd l'usage de son œil gauche alors qu'il filme seul l'affrontement. Un petit film nommé Torpedo Squadron, est également réalisé lors de la bataille de Midway pour les familles des victimes d'une opération qui a fait 29 morts sur 30 soldats engagés. Toujours en 1942, Ford est ensuite en Afrique du Nord pour couvrir le débarquement. Durant l'année 1943, il couvre de multiples opérations extérieures dont la campagne de Birmanie dans Victoire en Birmanie (en) (Burma Victory, 1946). En 1944, il filme le débarquement de Normandie, sans débarquer dans l'immédiat, puisqu'il reste sur un bateau pour saisir les vagues d'attaques marines successives.
En 1945, il suit l'armée de Patton en Allemagne avant de participer à la préparation du Procès de Nuremberg en rassemblant des documents filmés pour l'accusation. Il filmera également le procès. De février à juin 1945, il tourne Les Sacrifiés (They Were Expendable) pour la Metro-Goldwyn-Mayer avec John Wayne et Robert Montgomery qui termina la réalisation du film, Ford s'étant cassé la jambe. Il retrouve le scénariste d’Air Mail, Frank Wead, sur lequel il fera un film en 1957, L'aigle vole au soleil. Les Sacrifiés fait ainsi partie des films de John Ford (avec les comédies Permission jusqu'à l'aube et Planqué malgré lui) sur la Seconde Guerre mondiale, et sur lequel il s'est beaucoup impliqué. L'argent gagné avec Les Sacrifiés permet à Ford de financer en partie la construction près d'Encino d'un établissement, la Field Photo Farm, pour recevoir gratuitement les vétérans de la Field Photo Unit.
Après la guerre, de retour à Hollywood, Ford reprend le chemin de Monument Valley pour tourner La Poursuite infernale (My Darling Clementine). Il y retrouve Henry Fonda qu'il dirige à nouveau dans Dieu est mort (The Fugitive) en 1947. Dieu est mort est le deuxième film produit par Argosy Pictures que Ford a fondée avec Merian C. Cooper en 1939. Argosy produira neuf films de Ford avant d'être dissoute en janvier 1956. Argosy permet à Ford de travailler en toute liberté, il dira à propos de Dieu est mort : « J'ai réalisé le film tel que je le voulais. Pour moi, il est parfait. La critique l'a apprécié, mais il n'avait évidemment pas d'attrait pour le public. Moi, je suis très fier de mon travail. »

#### L'Homme tranquille

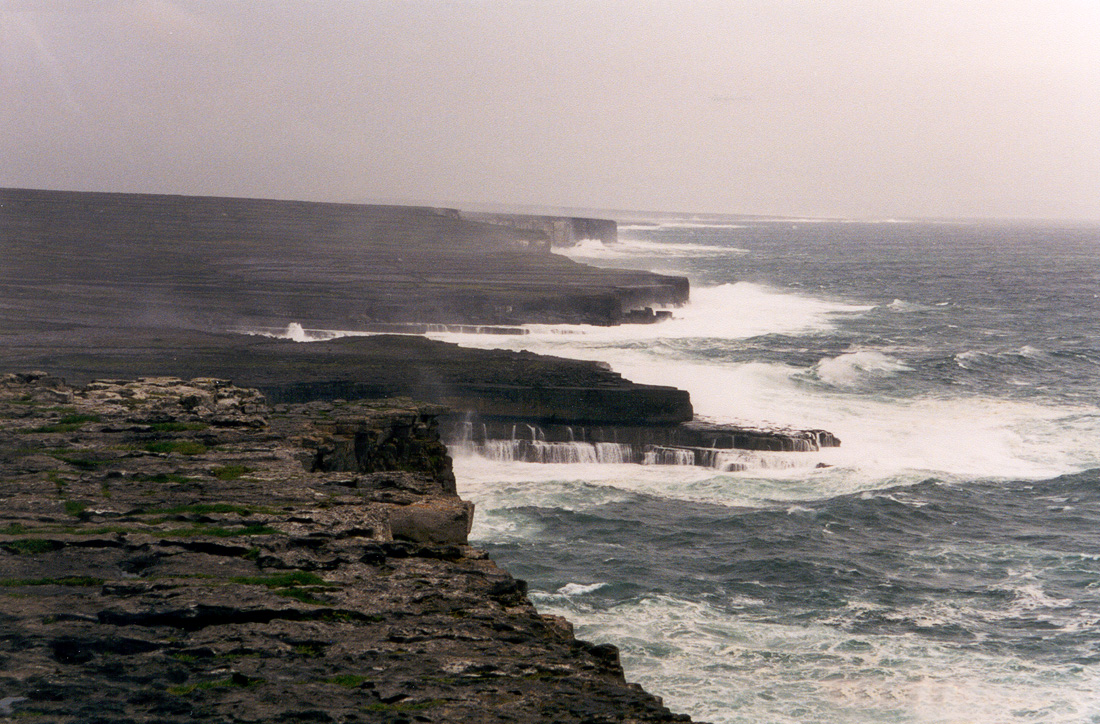
Côte irlandaise (îles d'Aran). John Ford, fils d'immigrés irlandais, est fasciné par ses origines. Il voyage périodiquement en Irlande et y tourne plusieurs films dont L'Homme tranquille.

Ford retrouve rapidement le succès populaire avec Le Massacre de Fort Apache qui ouvre le Cycle de la cavalerie. C'est sa première collaboration avec Frank S. Nugent qui succède à Dudley Nichols comme scénariste attitré du réalisateur. Alors que Dieu est mort de Dudley Nichols est une œuvre animée d'une recherche formelle assez aride, l'adaptation qu'en fait John Ford, renouant avec le style de ses premiers films, lui apporte davantage de simplicité. Le passage de témoin entre deux acteurs aussi antinomiques que Fonda et Wayne, marque également une rupture dans le cinéma de Ford. Bertrand Tavernier, qui n'apprécie guère « le Ford esthète et intellectuel qu'encouragea l'influence capitale et assez pernicieuse de Dudley Nichols » écrit à ce sujet : « Les coups de théâtre y sont supplantés par des coups de cœur. Ce cinéma qui prend son temps et semble s'inventer sous nos yeux abolit cette fameuse construction en actes, credo hollywoodien, au profit d'un récit large, majestueux, tourmenté et paresseux comme le cours d'un fleuve. » Comparé aux précédents films sur l'Irlande, L'Homme tranquille est l'exemple parfait de cette métamorphose même si le western apparaît comme le genre privilégié par Ford pour explorer le nouvel élan pris par son cinéma. Il tourne successivement en deux ans, de 1948 à 1950 : Le Fils du désert (Three Godfathers), La Charge héroïque (She Wore A Yellow Ribbon), Le Convoi des braves (Wagon Master), Rio Grande. Le réalisateur s'offre cependant une parenthèse avec la comédie Planqué malgré lui (When Willie Comes Marching Home).
Pendant la période sombre du maccarthysme, Ford dénonce des « méthodes dignes de la Gestapo ». Il s'oppose violemment à Cecil B. DeMille qui souhaite que les membres de la Screen Directors Guild signent un serment de loyauté envers les États-Unis. Un temps, le FBI le soupçonne de sympathies communistes ; il adhère à un mouvement d'opinion très à droite pour se protéger des rumeurs. En 1950, Ford part en Corée et tourne pour la Navy un documentaire sur la guerre de Corée, This Is Korea!. Ce film est très différent de La Bataille de Midway, Ford ne met pas en avant le patriotisme et l'héroïsme américains, mais bien au contraire livre une œuvre pessimiste qui s'interroge sur le sens de cette guerre. En mars 1951, Ford qui vient d'être promu contre-amiral, demande à être mis à la retraite de la Navy et part pour l'Irlande tourner L'Homme tranquille (The Quiet Man), projet qui lui tient à cœur depuis les années trente. Le film est l'un des plus importants succès publics de la Republic Pictures et permet au réalisateur de gagner un quatrième et dernier Oscar en 1952.
Ford porte ensuite au cinéma une pièce qu'il avait montée en 1949, Deux Durs à cuire (What Price Glory) avant de réaliser Le soleil brille pour tout le monde, remake de Judge Priest. En 1952, il tourne Mogambo en Afrique avec un trio de rêve (Ava Gardner, Clark Gable et Grace Kelly). Après avoir surmonté des problèmes de santé, il revient au cinéma en 1955 pour filmer en CinemaScope Ce n'est qu'un au revoir (The long Gray Line). Mais son alcoolisme s'aggrave ; il souffre bientôt d'hémorragies internes et les retrouvailles avec Henry Fonda pour Permission jusqu'à l'aube (Mister Roberts) sont calamiteuses. Ford se bat avec Fonda et, trop saoul, il est remplacé par Mervyn LeRoy. Il retrouve néanmoins tous ses moyens pour réaliser le magnifique La Prisonnière du désert (The Searchers). Argosy est dissoute en janvier mais en août 1956, Ford fonde, avec entre autres John Wayne, John Ford Productions.

#### Les dernières années
Fatigué par l'alcool et une carrière sans répit, John Ford retourne en Irlande pour réaliser Quand se lève la lune, un film « pour m'amuser », sur les origines irlandaises de Tyrone Power. Il enchaîne avec L'aigle vole au soleil sur son ami le scénariste Frank Wead, un des précurseurs de l'aéronavale, avant de s'éloigner de Hollywood pour réaliser en 1957 à Londres un film policier, Inspecteur de service (Gideon's Day). L'année suivante, La Dernière Fanfare (The Last Hurrah) avec Spencer Tracy sonne comme un chant mélancolique. Dans ce film qu'il produit lui-même, il réunit les comédiens et amis qui l'ont accompagnés durant sa carrière. Film pessimiste à l'image de la défaite et de la mort de Skeffington (Spencer Tracy), qui est aussi celle d'une Amérique d'hommes de caractère, héros épuisés face à une Amérique de la médiocrité.
En 1959, Ford réalise Les Cavaliers (The Horse Soldiers) d'après un scénario de John Lee Mahin qui est également le producteur du film, puis, l'année suivante, Le Sergent noir (Sergeant Rutledge), un western avec Woody Strode dont un noir américain est le héros. Il se lie d'amitié avec Strode qu'il dirigera encore à trois reprises dans Les Deux Cavaliers, L'Homme qui tua Liberty Valance et Frontière Chinoise. C'est également par amitié qu'il aide John Wayne à réaliser certaines séquences de Alamo. Le pessimisme de John Ford dans ses dernières années apparaît dans Les Deux Cavaliers (Two Rode Together) réalisé en 1960. Lors du tournage, il apprend la mort de son ami et acteur Ward Bond. Très touché par cette disparition, Ford se retranche dans son yacht et se réfugie dans l'alcool. Il devra être à nouveau hospitalisé d'urgence à Honolulu. De retour à Hollywood, il doit batailler cinq mois avec la Paramount Pictures pour obtenir le financement de L'Homme qui tua Liberty Valance. Ford filme avec force ce western intimiste dont l'action se déroule en huis clos, loin des grands espaces. L'Homme qui tua Liberty Valance aborde à nouveau les thèmes développés dans La Dernière Fanfare : les vrais héros sont désormais inutiles et dérisoires. On a pu voir dans le film un passage de témoin symbolique entre le western classique des pionniers et celui des nouveaux venus comme Arthur Penn ou Sam Peckinpah.
Après Flashing Spikes, réalisé pour la télévision, et le segment sur la guerre de Sécession dans La Conquête de l'Ouest, John Ford tourne entre amis La Taverne de l'Irlandais (1963) sur son yacht « l'Araner », dans une ambiance bon enfant. Les Cheyennes (Cheyenne Autumn) est son dernier western, hommage au peuple indien. « J'ai voulu montrer ici le point de vue des Indiens, pour une fois. Soyons juste. Nous les avons maltraités. C'est une véritable tache dans notre histoire. Nous les avons roulés, volés, tués, assassinés, massacrés, et, si parfois, ils tuaient un homme blanc, on leur expédiait l'armée. » Mais John Ford est rattrapé par la fatigue et la maladie, et malgré son enthousiasme du début de tournage, il laisse son assistant réalisateur tourner de nombreuses scènes. L'année suivante il doit abandonner à Jack Cardiff le tournage du Jeune Cassidy et part se ressourcer sur l'Araner.
En 1966, alors que Peter Bogdanovich réalise une longue interview du réalisateur et que les Cahiers du cinéma lui consacrent un numéro spécial, Ford tourne son dernier film Frontière chinoise (7 Women) avant de s'engager une dernière fois auprès de l'Armée pour soutenir la guerre du Viêt Nam car il est membre de l'OSS (Office of Strategic Services). Il s'y rend par deux fois en 1967 et 1968 et produit le film Vietnam, Vietnam pour l'United States Information Agency.
Ne travaillant plus, John Ford ne peut plus assumer la charge financière de l'Araner qu'il doit vendre en 1970. En 1969 c'est son œuvre de bienfaisance, la Field Photo Farm qui est contrainte à la fermeture. En 1970, Ford, malade et qui a deux côtes cassées, est victime d'un accident de voiture qui l'affaiblit encore davantage. On lui diagnostique un cancer. En mars 1973, deux ans après la Mostra de Venise où lui avait été décerné un Lion d'or pour l'ensemble de sa carrière, Richard Nixon lui rend un hommage appuyé et lui décerne la médaille présidentielle de la Liberté. Il meurt le 31 août, en fin d'après-midi, en tenant son chapelet. Son épouse est décédée en 1979.

## Filmographie

### Cinéma
Ford a réalisé 142 films, à ce jour[Quand ?] 53 semblent définitivement perdus.
Courts métrages :
- 1917 : The Tornado (film perdu)
- 1917 : The Trail of Hate (film perdu)
- 1917 : The Scrapper (film perdu)
- 1917 : Pour son gosse (The Soul Herder) (film perdu)
- 1917 : Cheyenne's Pal (film perdu)
- 1917 : L'Inconnu (The Secret Man)
- 1917 : A Marked Man
- 1917 : À l'assaut du boulevard (Bucking Broadway)
- 1918 : Le Cavalier fantôme (The Phantom Riders) (film perdu)
- 1918 : La Femme sauvage (Wild Women) (film perdu)
- 1918 : Thieves' Gold (film perdu)
- 1918 : La Tache de sang (The Scarlet Drop)
- 1918 : Du sang dans la prairie (Hell Bent) (Three Bad Men)
- 1918 : Le Bébé du cow-boy (A Woman's Fool) (film perdu)
- 1918 : The Craving (film perdu)
- 1919 : The Fighting Brothers (film perdu)
- 1919 : By Indian Post
- 1919 : The Rustlers (film perdu)
- 1919 : Gun Law (film perdu)
- 1919 : The Gun Packer (film perdu)
- 1919 : The Last Outlaw (film perdu)
- 1919 : Tête brûlée (A Gun Fightin' Gentleman) (film perdu)
- 1919 : Les Hommes marqués (Marked Men) (film perdu)
- 1920 : The Prince of Avenue A
- 1920 : The Girl in Number 29
- 1920 : L'Obstacle (Hitchin' Posts) (film perdu)
- 1920 : Pour la sauver (Just Pals)
- 1921 : Un homme libre (The Big Punch)
- 1921 : The Freeze-Out (film perdu)
- 1921 : The Wallop (film perdu)
- 1921 : Face à Face (en) (Desperate Trails)
- 1921 : Action (Let's Go) (film perdu)
- 1921 : Sure Fire (film perdu)
- 1921 : Jackie
- 1922 : Little Miss Smiles
- 1923 : Three Jumps Ahead
- 1923 : Le Pionnier de la baie d'Hudson (North of Hudson Bay) (North of the Yukon)
- 1924 : Les Cœurs de chêne (Hearts of Oak) (film perdu)
- 1928 : Napoleon's Barber
- 1942 : La Bataille de Midway (The Battle of Midway)

Longs métrages :
- 1917 : Le Ranch Diavolo (Straight Shooting)
- 1918 : Le Frère de Black Billy (Three Mounted Men) (film perdu)
- 1919 : Sans armes (Roped) (film perdu)
- 1919 : À la frontière (A Fight for Love) (film perdu)
- 1919 : Le Serment de Black Billy (Bare Fists) (film perdu)
- 1919 : La Vengeance de Black Billy (Riders of Vengeance) (film perdu)
- 1919 : Le Proscrit (The Outcasts of Poker Flat) (film perdu)
- 1919 : Le Roi de la prairie (The Ace of the Saddle) (film perdu)
- 1919 : Black Billy au Canada (The Rider of the Law) (Jim of the Rangers) (film perdu)
- 1922 : Le Foyer qui s'éteint (Silver Wings)
- 1922 : Le Forgeron du village (The Village Blacksmith) (film perdu)
- 1923 : L'Image aimée (The Face on the Barroom Floor) (The Love Image)
- 1923 : Cameo Kirby
- 1923 : La Tornade (Hoodman Blind)
- 1924 : Le Cheval de fer (The Iron Horse)
- 1925 : Sa nièce de Paris (Lightnin')
- 1925 : La Fille de Négofol (Kentucky Pride)
- 1925 : Le Champion (The Fighting Heart) (film perdu)
- 1925 : Extra Dry (Lightnin')
- 1926 : Gagnant quand même (The Shamrock Handicap)
- 1926 : Trois Sublimes Canailles (Three Bad Men)
- 1926 : L'Aigle bleu (The Blue Eagle)
- 1927 : Upstream
- 1928 : La Maison du bourreau (Hangman's House)
- 1928 : Maman de mon cœur (Mother Machree)
- 1928 : Les Quatre Fils (Four Sons)
- 1928 : Riley the Cop
- 1929 : Le Costaud (Strong Boy)
- 1929 : La Garde noire (The Black Watch)
- 1929 : Salute
- 1930 : Hommes sans femmes (Men Without Women)
- 1930 : Born Reckless
- 1930 : Up the River
- 1931 : Le Corsaire de l'Atlantique (Seas Beneath)
- 1931 : The Brat
- 1931 : Arrowsmith
- 1932 : Tête brûlée (Air Mail)
- 1932 : Une femme survint (Flesh)
- 1933 : Deux Femmes (Pilgrimage)
- 1933 : Doctor Bull
- 1934 : La Patrouille perdue (The Lost Patrol)
- 1934 : Le Monde en marche (The World Moves On)
- 1934 : Judge Priest
- 1935 : Toute la ville en parle (The Whole Town's Talking)
- 1935 : Le Mouchard (The Informer)
- 1935 : Steamboat Round the Bend
- 1936 : Je n'ai pas tué Lincoln (The Prisoner of Shark Island)
- 1936 : Marie Stuart (Mary of Scotland)
- 1936 : Révolte à Dublin (The Plough and the stars)
- 1937 : La Mascotte du régiment (Wee Willie Winkie)
- 1937 : The Hurricane
- 1938 : Quatre Hommes et une prière (Four Men and a Prayer)
- 1938 : Patrouille en mer (Submarine Patrol)
- 1939 : La Chevauchée fantastique (Stagecoach)
- 1939 : Vers sa destinée (Young Mister Lincoln)
- 1939 : Sur la piste des Mohawks (Drums Along the Mohawk)
- 1940 : Les Raisins de la colère (The Grapes of Wrath)
- 1940 : Les Hommes de la mer ou Le Long voyage (The Long Voyage Home)
- 1941 : La Route au tabac (Tobacco Road)
- 1941 : Qu'elle était verte ma vallée (How Green Was My Valley)
- 1945 : Les Sacrifiés (They Were Expendable)
- 1946 : La Poursuite infernale (My Darling Clementine)
- 1947 : Dieu est mort (The Fugitive)
- 1948 : Le Massacre de Fort Apache (Fort Apache)
- 1948 : Le Fils du désert (Three Godfathers)
- 1949 : La Charge héroïque (She Wore A Yellow Ribbon)
- 1950 : Planqué malgré lui (When Willie Comes Marching Home)
- 1950 : Le Convoi des braves (Wagon Master)
- 1950 : Rio Grande
- 1952 : L'Homme tranquille (The Quiet Man)
- 1952 : Deux Durs à cuire (What Price Glory)
- 1953 : Le soleil brille pour tout le monde (The Sun Shines Bright)
- 1953 : Mogambo
- 1955 : Ce n'est qu'un au revoir (The Long Gray Line)
- 1955 : The Red, White and Blue line
- 1955 : Permission jusqu'à l'aube (Mister Roberts)
- 1955 : The Bamboo Cross
- 1956 : La Prisonnière du désert (The Searchers)
- 1957 : L'aigle vole au soleil (The Wings of Eagles)
- 1957 : Quand se lève la lune (The Rising of the Moon)
- 1958 : Inspecteur de service (Gideon's Day)
- 1958 : La Dernière Fanfare (The Last Hurrah)
- 1959 : Les Cavaliers (The Horse Soldiers)
- 1960 : Le Sergent noir (Sergeant Rutledge)
- 1961 : Les Deux Cavaliers (Two Rode Together)
- 1962 : L'Homme qui tua Liberty Valance (The Man Who Shot Liberty Valance)
- 1963 : La Taverne de l'Irlandais (Donovan's Reef)
- 1964 : Les Cheyennes (Cheyenne Autumn)
- 1966 : Frontière chinoise (Seven Women)

Coréalisations :
- 1949 : L'Héritage de la chair (Pinky) (remplacé par Elia Kazan)
- 1960 : Alamo, film de John Wayne (réalisateur de la 2e équipe)
- 1962 : La Conquête de l'Ouest (How the West Was Won) (coréalisé avec Henry Hathaway et George Marshall)
- 1965 : Le Jeune Cassidy (Young Cassidy) (coréalisé avec Jack Cardiff)

Documentaires :
- 1943 : We Sail at Midnight (court-métrage)
- 1943 : December 7th
- 1951 : This Is Korea!
- 1959 : Korea: Battleground for Liberty
- 1976 : Chesty: A Tribute to a Legend

### Télévision
- 1955 : Le Choix de... (Screen Directors Playhouse) (série), épisode : La Révélation de l'année (Rookie of the Year)
- 1960 : The Colter Craven Story (en) épisode de la série télévisée La Grande Caravane (Wagon Train)
- 1962 : Flashing Spikes (en), épisode de la série télévisée Alcoa Premiere (en)

## Distinctions

### Oscar du meilleur réalisateur
John Ford a remporté 4 fois l'Oscar du meilleur réalisateur (record actuel) :
- 1935 : Le Mouchard (The Informer)
- 1940 : Les Raisins de la colère (The Grapes of Wrath)
- 1941 : Qu'elle était verte ma vallée (How Green Was My Valley)
- 1952 : L'Homme tranquille (The Quiet Man)

Remarque : Maître du genre, il n'a pourtant jamais remporté l'Oscar du meilleur réalisateur pour un western.

## Œuvres sur John Ford

### Ouvrages
- John Ford, numéro spécial, Présences du cinéma, Paris, mars 1965
- Peter Bogdanovich, John Ford, Paris, Edilig, coll. « Filmo » (no 20), 1988, 191 p. (ISBN 978-2-856-01191-1, OCLC 53756901)
- Andrew Sinclair (trad. de l'anglais), John Ford [« John Ford, a biography »], Paris, France-Empire, 1980, 313 p. (ISBN 978-0-803-74826-2, OCLC 77372199)
- Lindsay Anderson, About John Ford, Londres, Plexus, 1981 ; édition française, John Ford, Paris, Ramsay, collection Ramsay Poche Cinéma, numéro 127, janvier 1994, 326 p.,  (ISBN 2-8411-4041-5)
- John Ford, hors-série, Paris, Les Cahiers du cinéma, 1990
- Jean-Loup Bourget, John Ford, Paris, Rivages, 1990.
- Bertrand Tavernier et Thierry Frémaux, Amis américains : entretiens avec les grands auteurs d'Hollywood, Lyon, Institut Lumière ; Actes Sud, 2019, 3e éd., 995 p. (ISBN 978-2-330-12872-2, OCLC 1127563866)
- Jean-Pierre Coursodon et Bertrand Tavernier, 50 ans de cinéma américain, Paris, Nathan, coll. « Omnibus », 1995, 1268 p., Ed. revue et mise à jour (ISBN 978-2-258-04027-4, OCLC 34035146)
- Patrick Brion, John Ford : biographie, filmographie illustrée, analyse critique, Paris, La Martinière, 2002, 624 p. (ISBN 978-2-732-42878-9, OCLC 470170767)
- Harry Carey (trad. de l'anglais), La compagnie des héros : ma vie d'acteur avec John Wayne et les autres, dans la John Ford stock company, Châteauneuf-Val-de-Bargis, Les Éd. des Riaux, coll. « Cinécritures », 2003, 475 p. (ISBN 978-2-849-01002-0, OCLC 470135353)
- David Da Silva, Le populisme américain au cinéma : de D.W. Griffith à Clint Eastwood : un héros populiste pour unir ou diviser le peuple?, La Madeleine, LettMotif, coll. « Thèses/essais », 2015, 466 p. (ISBN 978-2-367-16129-7 et 978-2-367-16116-7, OCLC 912865608, lire en ligne)
- Scott Eyman et Paul Duncan (trad. de l'anglais), John Ford : le pionnier du 7e art, 1894-1973, Köln, Taschen, 2004, 192 p. (ISBN 978-3-822-83092-5, OCLC 77101117)
- Joseph McBride (trad. de l'anglais par Jean-Pierre Coursodon), À la recherche de John Ford : biographie [« Searching for John Ford »], [Paris], Arles, Institut Lumière ; Actes Sud, 2007 (1re éd. 2001), 1150 p. (ISBN 978-2-742-76830-1, OCLC 312012416)
- Arnaud Balvay et Nicolas Cabos, John Ford et les Indiens, Paris, Séguier, 2015, 292 p. (ISBN 978-2-840-49689-2, OCLC 908109190) [présentation en ligne]
- Cécile Gornet, L'écriture de l'histoire au miroir du cinéma : les westerns de John Ford, Paris, Classiques Garnier, coll. « Recherches cinématographiques » (no 1), 2017, 195 p. (ISBN 978-2-406-06439-8 et 978-2-406-06438-1, OCLC 1003132535, présentation en ligne)
- Patrice Guillamaud, La gloire dans la défaite : essai sur le sacrifice et la renonciation dans l'oeuvre de John Ford, Liège, CEFAL, coll. « Travaux & thèses », 2010, 378 p. (ISBN 978-2-871-30283-4, OCLC 762760970)
- (en) Tag Gallagher, John Ford : the man and his films, Berkeley (Calif.), University of California Press, 1988 (ISBN 978-0-520-06334-1 et 978-0-520-05097-6, OCLC 469541507, lire en ligne)

### Article
- Jean-Pierre Esquenazi, « Les westerns de John Ford : Du libéralisme d’avant-guerre au conservatisme d’après-guerre », Mise au point, no 4,‎ 2012 (lire en ligne, consulté le 15 octobre 2012)

### Documentaire
- 1971 : Réalisé par John Ford (Directed by John Ford) de Peter Bogdanovich
- 2018 : John Ford, l'homme qui inventa l'Amérique de Jean-Christophe Klotz, Hauteville Productions - Arte France - TCM Cinéma.

## Héritage
John Ford apparaît dans le film The Fabelmans (2022), réalisé par Steven Spielberg, dans lequel il conseille le jeune Samuel Fabelman (équivalent fictif de Spielberg) pour devenir un bon réalisateur. Il y est incarné par David Lynch.